# Liborajdea, Caraș-Severin
Liborajdea este un sat în comuna Sichevița din județul Caraș-Severin, Banat, România. Este situat la poalele munților Locvei, pe pârâul omonim. La recensământul din 2002 avea 43 de locuitori.